# Chalitowo (obwód czelabiński)
Chalitowo (ros. Халитово) – wieś (sieło) w Rosji, w obwodzie czelabińskim, w rejonie kunaszackim. W 2010 liczyła 1660 mieszkańców.